# ヤノット・シュワルツ
ヤノット・シュワルツ（Jeannot Szwarc, 1939年11月21日 - 2025年1月15日）、フランス出身の映画監督、演出家。日本語では、ジュノー・シュウォーク、ジャノー・シュワークなどという表記もみられる。別名：ジャン・シュワルツ（Jean Szwarc）。

## 人物
第二次世界大戦中は移住先のアルゼンチンで育った。HEC経営大学院と高等映画学院（IDHEC）を中退して広告業界に入る。1964年からはアメリカ合衆国のハリウッドに活動拠点を移した。1993年にフランスに戻ってからも作品を作り続けている。
2025年1月15日に死去。85歳没。

## 作品

### アメリカ在住時代

#### 映画
- 燃える昆虫軍団 Bug (1975)
- ジョーズ2 Jaws 2 (1978)
- ある日どこかで Somewhere in Time (1980)
- スーパーガール Supergirl (1984)
- サンタクロース Santa Claus: The Movie (1985)

#### テレビドラマ
- 刑事コロンボ/毒のある花 Columbo (1973)
- 刑事コジャック Kojak (1973)
- ザ・プラクティス ボストン弁護士ファイル The Practice (1997)
- アリー my Love Ally McBeal (1997)
- CSI:マイアミ CSI: Miami (2003)
- ボストン・リーガル Boston Legal (2004・2006)
- ヤング・スーパーマン Smallville (2004・2005・2006)

### フランス帰国後

#### 映画
- La Vengeance d'une blonde (1993)
- Hercule et Sherlock (1996)
- Les soeurs soleil (1997)